# Unione civile in Liechtenstein
     Matrimonio omosessuale
     Unioni civili
     Riconoscimento delle convivenze
     Argomento in discussione parlamentare
     Nessun riconoscimento o dati non disponibili
     Matrimonio omosessuale proibito

Mappa che mostra la situazione delle unione omosessuali in Europa.
Matrimonio omosessuale
Unioni civili
Riconoscimento delle convivenze
Argomento in discussione parlamentare
Nessun riconoscimento o dati non disponibili
Matrimonio omosessuale proibito

Il Liechtenstein riconosce le unioni civili dal 1º settembre 2011 e matrimonio egualitario dal 1 gennaio 2025.

## Storia

### Processo legislativo
Il 19 novembre 2001, il deputato della Lista Libera Paul Vogt ha presentato un'iniziativa di unione civile all'organo legislativo, il Landtag, il quale, dopo lunghe discussioni, ha consultato il governo per sentire la sua opinione. L'obiettivo di ridurre la discriminazione era indiscusso; piuttosto, il tipo di unione civile e il tempismo, comparato ai Paesi vicini, erano le cause di maggiore discussione. Il 15 aprile 2003, il governo ha dichiarato la sua posizione in merito all'argomento; ha comparato la situazione in Lienchtenstein con quella degli Stati europei che riconoscevano il matrimonio tra coppie dello stesso sesso (es. la Germania aveva recentemente introdotto le unioni civili), ma anche con i Paesi vicini, come l'Austria e la Svizzera, i quali non riconoscevano (a quell'epoca) i matrimoni tra persone omosessuali. Quando il governo non vide un bisogno urgente e preferì aspettare uno sviluppo in Austria e specialmente in Svizzera, consigliò di rifiutare la proposta di legge. Infatti, il 14 maggio 2003, il Landtag ne discusse e rifiutò l'iniziativa.
Il 1º gennaio 2007, le unioni civili in Svizzera vennero approvate da un referendum del 5 giugno 2005.
Il 17 settembre 2007, l'organizzazione Amnesty International del Liechtenstein ha presentato una petizione nella quale veniva chiesto che venissero riconosciuti i matrimoni delle persone dello stesso sesso. Successivamente un gruppo di persone si è fatto avanti nel Landtag richiedendo al governo di introdurre le unioni civili come successo in Svizzera il 24 ottobre 2007, con 19 rappresentanti a favore e 6 contrari.